# SimHealth
SimHealth: The National Health Care Simulation er et computerspil, udgivet af Maxis i 1994. Det er en simulering af det amerikanske sundhedssystem produceret med støtte fra Markle Foundation. Fordi det kun var producerert til DOS , er det svært at finde på markedet i dag.

## Links
- SimHealth Arkiveret 25. september 2009 hos  Wayback Machine, GameFAQs
- Screen Grabs of SimHealth Arkiveret 4. januar 2011 hos  Wayback Machine